# Potamomusa
Potamomusa is een geslacht van vlinders van de familie van de grasmotten (Crambidae), uit de onderfamilie van de Acentropinae. De wetenschappelijke naam en de beschrijving van dit geslacht werden voor het eerst in 1905 gepubliceerd door Yutaka Yoshiyasu. De soorten binnen dit geslacht komen voor in Japan.

## Soorten
- P. aquilonia Yoshiyasu, 1985
- P. midas (Butler, 1881)